# Semallé
Semallé är en kommun i departementet Orne i regionen Normandie i nordvästra Frankrike. Kommunen ligger i kantonen Alençon 3e Canton som tillhör arrondissementet Alençon. År 2022 hade Semallé 364 invånare.

## Befolkningsutveckling
Antalet invånare i kommunen Semallé
| Referens: INSEE |